# Stina Gunne
Annie Kristina (Stina) Magdalena Gunne, född Wallerius 29 juli 1912 i Vasa församling i Göteborg, död 14 juli 1995 i Göteborg, var en svensk politiker (Högerpartiet). Hon var ledamot av riksdagens andra kammare 1957–1964.
Stina Gunne utexaminerades från flickskola 1929, var sekreterare vid Svenska Kullagerfabrikens centrallaboratorium i Göteborg 1938–1944 och 1950–1958, vid Högerns riksorganisation 1945–1949. Hon var ledamot av Göteborgs stadsfullmäktige 1955–1958, av taxeringsnämnden i stadens 36:e distrikt 1944, av socialnämnden från 1958 och av socialnämndens 5:e distriktstyrelse som ordförande från 1958, juryman i tryckfrihetsmål från 1962, ledamot av beredningen för vårdhem 1954–1955 samt revisor för Gustaf Malmgrens fond för behövande musici 1944. 
Gunne var ledamot av kyrkofullmäktige 1955–1958 och av kyrkofullmäktiges valkommitté 1955–1958, ledamot av Svenska kyrkans diakonistyrelse från 1958, ledamot av Högerpartiets partiråd från 1952, ledamot av centralstyrelsen för Högerns kvinnoförbund från 1950 och av dess arbetsutskott från 1958. Hon var ordförande i Göteborgs högerkvinnors förbund 1953–1956 och andre vice ordförande i Göteborgs högerförbund 1953–1956. 
Gunne var ledamot av riksdagens andra kammare 1957–1964, invald i Göteborgs stads valkrets. Hon var därefter återigen ledamot av Göteborgs stadsfullmäktige under åren 1967–1979.

## Familj
Stina Gunne var dotter till kontraktsprosten, filosofie doktor Adolf Wallerius och Anna Vineta Wallerius, född Fjellman. Hon gifte sig den 2 augusti 1958 i Göteborg med byråchefen Stig Gunne, son till mantalskommissarien Erik Vilhelm Gunne och Anna Gunne, född Lindgren. Hon är begravd tillsammans med sin man på Västra kyrkogården i Göteborg.